# Aeropuerto Benito Salas
Aeropuerto Benito Salas is een luchthaven in de Colombiaanse stad Neiva.

## Incidenten en ongelukken
Op 8 januari 1975 stortte een Douglas DC-3 van SATENA neer kort na het opstijgen vanaf luchthaven Benito Salas. Al de 30 inzittenden van het toestel kwamen om.